# Natasha Watley
Pour les articles homonymes, voir Watley.
Natasha Watley (Canoga Park, 27 novembre 1981 - ) est une joueuse de softball américaine. Elle remporta en 2004, une médaille d'or en softball aux Jeux olympiques d'Athènes puis une médaille d'argent avec l'équipe américaine de softball à ceux de 2008.